# Кајманска Острва на Светском првенству у атлетици на отвореном 2013.
Кајманска Острва су учествовала на Светском првенству у атлетици на отвореном 2013. одржаном у Москви од 10. до 18. августа тринаести пут. Репрезентацију Кајманских Острва представљао је један такмичар који се такмичио у трци на 100 метара.,
На овом првенству Кајманска Острва нису освојила ниједну медаљу нити су остварила неки резултат.

## Учесници
Мушкарци:
- Кемар Хајман — 100 м

## Резултати

### Мушкарци
| Атлетичар    | Дисциплина | Лични рекорд       | Предтакмичење | Предтакмичење | Квалификације                | Квалификације                | Полуфинале                   | Полуфинале                   | Финале                       | Финале                       | Детаљи |
| Атлетичар    | Дисциплина | Лични рекорд       | Резултат      | Место         | Резултат                     | Место                        | Резултат                     | Место                        | Резултат                     | Место                        | Детаљи |
| ------------ | ---------- | ------------------ | ------------- | ------------- | ---------------------------- | ---------------------------- | ---------------------------- | ---------------------------- | ---------------------------- | ---------------------------- | ------ |
| Кемар Хајман | 100 м      | 9,95 (+1,8 м/с) НР | слободан      | слободан      | Дисквалификован по чл. 162.7 | Дисквалификован по чл. 162.7 | Дисквалификован по чл. 162.7 | Дисквалификован по чл. 162.7 | Дисквалификован по чл. 162.7 | Дисквалификован по чл. 162.7 |        |